# 白花大野豌豆
白花大野豌豆（学名：Vicia pseudorobus f. albiflora）为豆科野豌豆属大叶野豌豆下的一个变型。

## 扩展阅读
- 維基物種上的相關：白花大野豌豆